# کرت بالوس
کرت بالوس (انگلیسی: Kurt Baluses; ۳۰ ژوئن ۱۹۱۴ – ۲۸ مارس ۱۹۷۲) بازیکن فوتبال اهل آلمان بود.
از باشگاه‌هایی که در آن بازی کرده‌است می‌توان به باشگاه فوتبال هولشتاین کیل اشاره کرد.